# Sarzeh Āl-e Mehtarān
Sarzeh Āl-e Mehtarān (persiska: سرزه آلمهتری, Sarzeh Āl-e Mehtarīān, سرزِه آل مهتريان, Sarzeh Ālmehtarī, سرزِه آل مهتران) är en ort i Iran.   Den ligger i provinsen Hormozgan, i den sydöstra delen av landet, 1 100 km sydost om huvudstaden Teheran. Sarzeh Āl-e Mehtarān ligger 58 meter över havet och antalet invånare är 487.
Terrängen runt Sarzeh Āl-e Mehtarān är platt åt sydväst, men åt nordost är den kuperad.Runt Sarzeh Āl-e Mehtarān är det ganska glesbefolkat, med 38 invånare per kvadratkilometer. Närmaste större samhälle är Sarzeh Khārūk, 5,9 km öster om Sarzeh Āl-e Mehtarān. Trakten runt Sarzeh Āl-e Mehtarān är ofruktbar med lite eller ingen växtlighet.